# Pietro Delai
Pietro Delai, talora anche indicato come Peter Delai (Scaria d'Intelvi, ca. 1635 – Bolzano, 16 aprile 1695), è stato un architetto italiano naturalizzato austriaco.
Proveniente da una famiglia di architetti, pittori e decoratori della zona del Lago di Como, probabilmente da Scaria d'Intelvi, si trasferì in Tirolo, ed in particolare a Bolzano, a seguito del padre Giacomo Delai il Giovane, che nel 1645 divenne architetto civico della città.
Nel 1677 divenne a sua volta architetto civico di Bolzano e nel 1685 gli venne conferita la cittadinanza. Numerose sono le costruzioni da lui progettate, in particolare edifici sacri, non solo a Bolzano, ma in tutto il Tirolo. Tra le principali, fu incaricato delle bozze dei progetti di ristrutturazione della chiesa abbaziale e del tratto ovest del palazzo abbaziale dell'Abbazia di Stams (1675-1676), progettò e realizzò la chiesa di Santa Margherita a Vipiteno (1678-1680), realizzò (assieme al cugino Giovanni Battista Delai) la chiesa ed il convento del monastero di Sabiona (1692), mentre a Bolzano curò il rifacimento della chiesa di San Niccolò progettò e realizzò la cappella di Sant'Antonio nella chiesa dei Francescani e (assieme al fratello Andrea Delai) la chiesa del Santo Sepolcro.